# Шуньи (Пекин)
Шуньи́ (кит. упр. 顺义, пиньинь Shùnyì) — район городского подчинения города центрального подчинения Пекин (КНР). Расположен к северо-востоку от урбанизированной части города.

## История
С 1928 года уезд Шуньи входил в состав провинции Хэбэй. В 1935 году при поддержке Японии в восточной части провинции Хэбэй было создано Антикоммунистическое автономное правительство Восточного Цзи, и эти земли вошли в его состав. 1 февраля 1938 года восточнохэбэйская автономия была поглощена другим прояпонским марионеточным режимом — Временным правительством Китайской Республики, который 30 марта 1940 года вошёл в состав созданной японцами марионеточной Китайской Республики. После Второй мировой войны над этими землями была восстановлена власть гоминьдановского правительства.
После образования КНР вошёл в состав Специального района Тунсянь (通县专区). В 1958 году Специальный район Тунсянь был расформирован, и уезд был передан в подчинение властям Пекина. В 1998 году уезд Шуньи был преобразован в район Шуньи.

## Административное деление
Район Шуньи делится на 6 уличных комитетов, 7 местных комитетов, 12 посёлков.

## Экономика
В районе расположена комплексная бондовая зона Тяньчжу, прилегающая к международному аэропорту Шоуду. В 2023 году в зоне открылся логистический парк трансграничной электронной торговли компании DNE Group. Также в районе расположены автомобильный завод Li Auto и международный центр выставок и конференций Шоуду.

## Достопримечательности
- Олимпийский аквапарк Шуньи